# Konstantinos Paspatis
Konstantinos Paspatis (em grego:Κωνσταντίνος Πασπάτης: Liverpool, 5 de junho de 1878 – Atenas, 14 de março de 1903) foi um tenista grego, medalhista de bronze olímpico no tênis.
Ele disputou a semi-final de simples em 1896, contra John Pius Boland, e acabou ficando com o bronze, sem a disputa do terceiro lugar.